# Transporte público gratuito

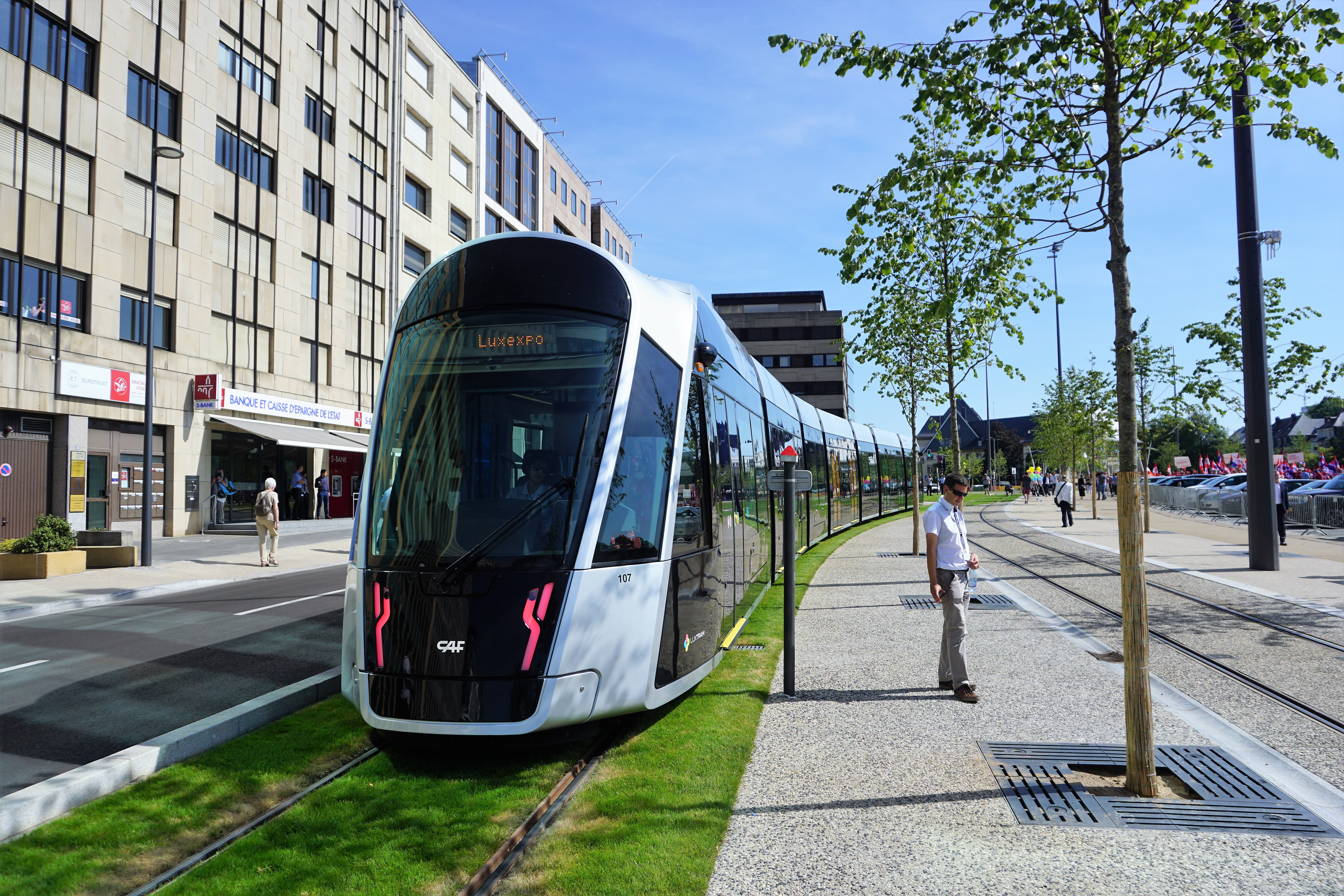
Em 2020, Luxemburgo tornou-se o primeiro país a oferecer transporte público gratuito em todo o seu território.

Tarifa Zero (também conhecida como catraca livre) é a política de transporte público que isenta os utilizadores de pagamento pelo serviço de transporte prestado.

## Experiências
A cidade de Hasselt, capital da província de Limburg, na Bélgica, faz parte de um pequeno, mas crescente, número de cidades ao redor do mundo que estão oferecendo tarifa zero no transporte público. Desde 1 de julho de 1997, as linhas municipais de Hasselt são de uso gratuito para todos e, no caso de linhas centrais, até mesmo não-habitantes da cidade usufruem da tarifa zero.
A cidade de Sydney, na Austrália, oferece linhas circulares de ônibus gratuitos. Dois exemplos são as linhas no centro comercial da cidade e a linha do bairro residencial de Kogarah.
Desde 1 de julho de 2008, moradores locais e visitantes da cidade chinesa de Changning podem desfrutar das três linhas de transporte público gratuitamente. Para financiar a iniciativa, o governo utilizou sete milhões de yuans (aproximadamente um milhão de dólares).
Desde o dia 17 de setembro de 2009 que a população de Changzhi - condado de característica industrial, com 320 mil habitantes, situada na província de Shanxi - pode utilizar gratuitamente qualquer ônibus da região. Esta política segue uma linha de ações de bem-estar social implantadas na China.
O governo de Zagreb, capital da Croácia, implementou um programa de transporte público gratuito como forma de retirar carros das ruas.
A partir de 29 de fevereiro de 2020, todo o transporte no Luxemburgo é gratuito, com exceção da primeira classe no transporte ferroviário, e do transporte internacional.

## Transporte público gratuito no Brasil

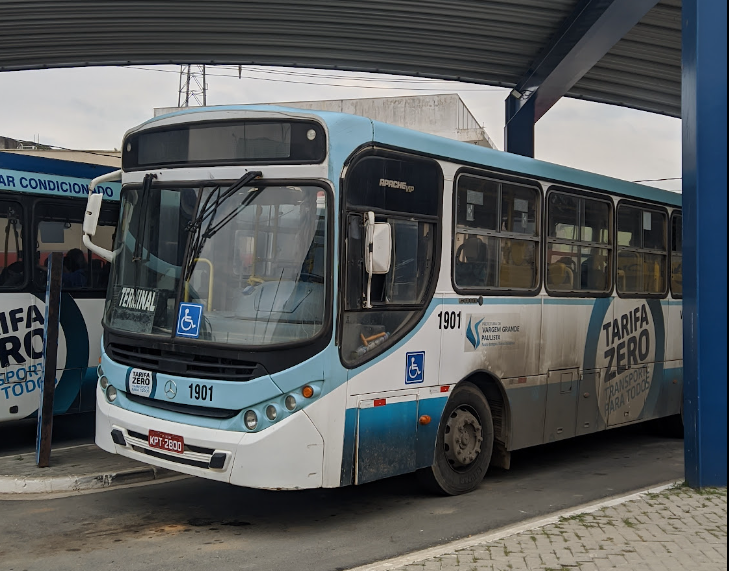
Ônibus municipal de Vargem Grande Paulista, cidade que adotou o Tarifa Zero em 2019.

Tarifa Zero é um projeto de política pública em aplicação no Brasil, e que pretende democratizar o acesso ao transporte público sem cobrar do usuário no momento do uso, mas sim custeá-lo a partir do orçamento público. Consiste na ideia de que o transporte coletivo é um direito e, como os demais serviços públicos essenciais, deve ser oferecido para todos os cidadãos, sem distinções de qualquer natureza - como, por exemplo, a disponibilidade de recursos para pagar as tarifas.
O projeto foi inicialmente proposto por Lúcio Gregori, secretário municipal de transportes de São Paulo na gestão de Luiza Erundina (1989-1992), e consistia na criação de um Fundo de Transportes, reunindo recursos públicos - através de um aumento progressivo no IPTU, seguindo a linha de quem tem mais paga mais, quem tem menos paga menos, quem não tem não paga - para custear a totalidade do sistema. O projeto sofreu resistência dentro e fora do partido da então prefeita e o projeto de lei que criaria o Fundo de Transporte para financiar a tarifa zero não chegou a ser votado. No entanto, um projeto piloto de tarifa zero foi aplicado no bairro Cidade Tiradentes e o projeto de municipalização do transporte foi aprovado pela Câmara. A partir de 2006, o Movimento Passe Livre passou a defender a tarifa zero.
Em 2022, a literatura contabilizava 53 casos de Tarifa Zero em operação no Brasil, com experiências de operação privadas e estatais.

### Experiências no Brasil
| Cidade                 | UF             | Operadora         | Primeiro ano | Duração    | População | notas                |
| ---------------------- | -------------- | ----------------- | ------------ | ---------- | --------- | -------------------- |
| Maricá                 | Rio de Janeiro | Município         | 2014         | desde 2014 | 143 111   | [ 9 ]                |
| Luziânia               | Goiás          | Concessionária    | 2023         | desde 2023 | 218 871   | [ 10 ]               |
| Agudos                 | São Paulo      | Município         | 2003         | desde 2003 | 36 700    | [ 11 ] [ 12 ] [ 13 ] |
| Ivaiporã               | Paraná         | Município         | 2011         | desde 2011 | 31 812    | [ 11 ] [ 12 ] [ 13 ] |
| Muzambinho             | Minas Gerais   | Município         | 2011         | desde 2012 | 21 975    | [ 14 ]               |
| Paulínia               | São Paulo      | Município         | 1995         | até 2018   | 86 800    | [ 15 ] [ 16 ]        |
| Pitanga                | Paraná         | Município         | 2012         | desde 2012 | 32 645    | [ 17 ]               |
| Porto Real             | Rio de Janeiro | Município         | 2011         | desde 2011 | 16 574    | [ 11 ] [ 12 ]        |
| Potirendaba            | São Paulo      | Município         | 1998         | desde 1998 | 15 449    | [ 18 ]               |
| Volta Redonda          | Rio de Janeiro | Município         | 2017         | desde 2017 | 257 803   | [ 19 ]               |
| Holambra               | São Paulo      | Município         | 2010         | desde 2010 | 13 375    | [ 20 ]               |
| Vargem Grande Paulista | São Paulo      | Concessionária    | 2019         | desde 2019 | 48 720    | [ 8 ] [ 21 ]         |
| Pirapora do Bom Jesus  | São Paulo      | Município         | 2020         | desde 2020 | 17 646    | [ 22 ]               |
| Jaboticabal            | São Paulo      | Município         | em estudos   |            | 75 820    | [ 23 ]               |
| Itatiaiuçu             | Minas Gerais   | Município         | 2015         |            | 13 000    | [ 24 ]               |
| Caucaia                | Ceará          | Município         | 2021         | desde 2021 | 361 400   | [ 10 ]               |
| São Joaquim de Bicas   | Minas Gerais   | Município         | 2021         | desde 2021 | 32 696    | [ 25 ]               |
| Paranaguá              | Paraná         | Município         | 2022         | desde 2022 | 156 174   | [ 26 ]               |
| São Caetano do Sul     | São Paulo      | Concessionária    | 2023         | desde 2023 | 161 127   | [ 27 ]               |
| Leopoldina             | Minas Gerais   | Município         | 2023         | desde 2023 | 51 145    | [ 28 ]               |
| Teresina               | Piauí          | Metrô de Teresina | 2025         | desde 2025 | 902 644   | [ 29 ]               |
| Magé                   | Rio de Janeiro | Município         | 2025         | desde 2025 | 228 127   | [ 30 ]               |